# Internierungslager Kaech’ŏn
Das Internierungslager Kaech’ŏn (meist Kaechon, selten auch Gaecheon) ist ein Internierungslager in Nordkorea für politische Gefangene. Der offizielle Name ist Kwan-li-so (Straflager) Nr. 14. Es ist nicht zu verwechseln mit dem etwa 20 Kilometer nordwestlich davon liegenden Umerziehungslager Kaech’ŏn (Kyo-hwa-so Nr. 1).

## Lage
Das Lager liegt in der Stadt Kaech’ŏn, Provinz P’yŏngan-namdo in Nordkorea. Es erstreckt sich im Tal des Flusses Taedong, der die südliche Begrenzung bildet und umfasst außerdem die Berge nördlich des Flusses, unter anderem den Berg Purok-san. Südlich des Flusses Taedong schließt sich das Straflager Bukchang (Kwan-li-so Nr. 18) an.

## Beschreibung
Das Lager Kaechon ist als lebenslange Strafkolonie angelegt, aus der keine Entlassungen vorgesehen sind. Politisch unzuverlässige Personen werden ohne Gerichtsverhandlung dorthin deportiert und leben dort unter vollständiger Isolation zur Außenwelt.
Das Lager besitzt eine Fläche von etwa 155 Quadratkilometern. Es hat einzelne Bereiche mit Gemeinschaftsbaracken separat für Männer, Frauen und ältere Kinder, sowie einen Bereich für die Verwaltung und Unterkünfte der Wachen. Insgesamt leben im Lager Kaechon etwa 15.000 Gefangene.

## Funktion
Das Lager dient dazu, als „politisch unzuverlässig“ eingestufte Personen lebenslang unter Ausnutzung ihrer Arbeitskraft wegzusperren. Die Arbeit wird mit rudimentären Mitteln in Bergwerken sowie im Ackerbau und der Viehzucht geleistet.

## Menschenrechtssituation
Nach Augenzeugenberichten sind die Gefangenen täglich von 5:00 Uhr morgens an bis Mitternacht zur Arbeit in Bergwerken und anderen Arbeitsstätten verpflichtet. Die Inhaftierten haben kein Rederecht und müssen sich genau an die Lagerregeln halten. Verstöße werden mit Folter oder bei schweren Verstößen, beispielsweise bei Fluchtversuch, Diebstahl oder Missachtung von Befehlen, mit dem Tod bestraft. Es werden nur unzureichende Essensrationen ausgegeben. Die meisten Insassen sterben an Unterernährung (nach Schätzungen von Amnesty International etwa 40 %), Krankheiten, bei Arbeitsunfällen oder an den Folgen der Folter. Es wurde sogar von Gefangenen berichtet, die Ratten, Schlangen, Insekten oder Frösche essen, um zu überleben.
Der ehemalige Gefangene Shin Dong-hyuk hat über Menschenrechtsverletzungen berichtet, die er im Lager Kaechon selbst erlitten oder beobachtet hat:
- Nach dem Fluchtversuch seiner Mutter und seines Bruders wurde er sieben Monate in eine kleine unterirdische Zelle gesperrt, wo er nicht aufrecht stehen und nicht ausgestreckt liegen konnte,[12] und wurde dort gefoltert.[14]
- Shin hat beschrieben, wie er mit 14 Jahren gefoltert wurde. Er wurde komplett ausgezogen, an Händen und Beinen gefesselt und an der Decke der Zelle aufgehängt. Dann wurde unter seinem Rücken ein Feuer angezündet und ein spitzer Haken in seine Haut gebohrt, damit er sich nicht bewegen konnte.[15] Er hat heute noch Narben von den Brandwunden und anderen Verletzungen, die ihm im Lager zugefügt wurden.[16]
- Später wurde Shin gezwungen, die öffentliche Hinrichtung seiner Mutter Jang Hye Gyung durch Hängen und seines Bruders Shin He Geun durch Erschießen aus vorderster Reihe mitanzusehen.[17][18]
- Als Shin in der Bekleidungsfabrik arbeitete und versehentlich eine Nähmaschine fallen ließ, hackte ihm der Vorarbeiter als Bestrafung den Mittelfinger zwischen den Fingerknöcheln ab.[19][20]
- Shin erlebte nach eigener Aussage jedes Jahr Dutzende von öffentlichen Hinrichtungen.[13] Kim Yong, ein anderer Gefangener, war bei etwa 25 Hinrichtungen in seiner Sektion (die Mine Mujin 2) dabei.[21]
- Shin beobachtete, wie ein sechsjähriges Mädchen in seiner Schule für den Diebstahl von ein paar Maiskörnern so hart geschlagen wurde, dass es kurz darauf starb.[13]
- Als Shin 12 Jahre alt war, musste er getrennt von seiner Mutter leben und durfte sie nur selten sehen.[22] Statt in die Schule zu gehen, mussten die Kinder Feldarbeit und andere harte körperliche Arbeiten verrichten.[12]
- Im Alter von 13 – 16 Jahren musste Shin gefährliche Bauarbeiten durchführen und sah, wie viele gleichaltrige Kinder bei Arbeitsunfällen ums Leben kamen. An manchen Tagen wurden vier oder fünf Kinder getötet, an einem Tag starben sogar acht Menschen.[12]
- Shins Cousine wurde von Wachmännern vergewaltigt und starb kurz darauf. Als die Mutter des Mädchens laut klagte, verschwand sie und Shin hat sie nie wieder gesehen.[23]
- Shin sah, wie zwölf Mitgefangene vergiftetes Wasser zum Waschen bekamen, eine Woche später sehr krank wurden und dann verschwanden.[23]
- Als Shin durch den Hochspannungs-Elektrozaun flüchtete, wurde sein Freund Park Yong-chul durch einen Stromschlag getötet.[13][24]

## Gefangene (Augenzeugen)
- Kim Yong (1995–1996 in Kaech’ŏn, später in Pukchang) wurde inhaftiert, nachdem seine (zuvor verschleierte) Verwandtschaft zu seinem Vater und Bruder herauskam, die als angebliche US-Spione hingerichtet wurden.[25]
- Shin Dong-hyuk (1982–2005 in Kaech’ŏn) wurde im Lager geboren. Sein Vater war dort, weil Verwandte während des Koreakrieges nach Südkorea geflohen waren.[26]

## Film
- Der 2012 erschienene Film Camp 14 – Total Control Zone gewährt einen Einblick in das Lagerleben aus Sicht des geflohenen Strafgefangenen Shin Dong-hyuk (Engstfeld-Film in Koproduktion mit BR und WDR).[27][28]